# 다카나베정
다카나베정(일본어: 高鍋町)은 일본 미야자키현 중앙에 있는 고유군의 정이다.

## 지리

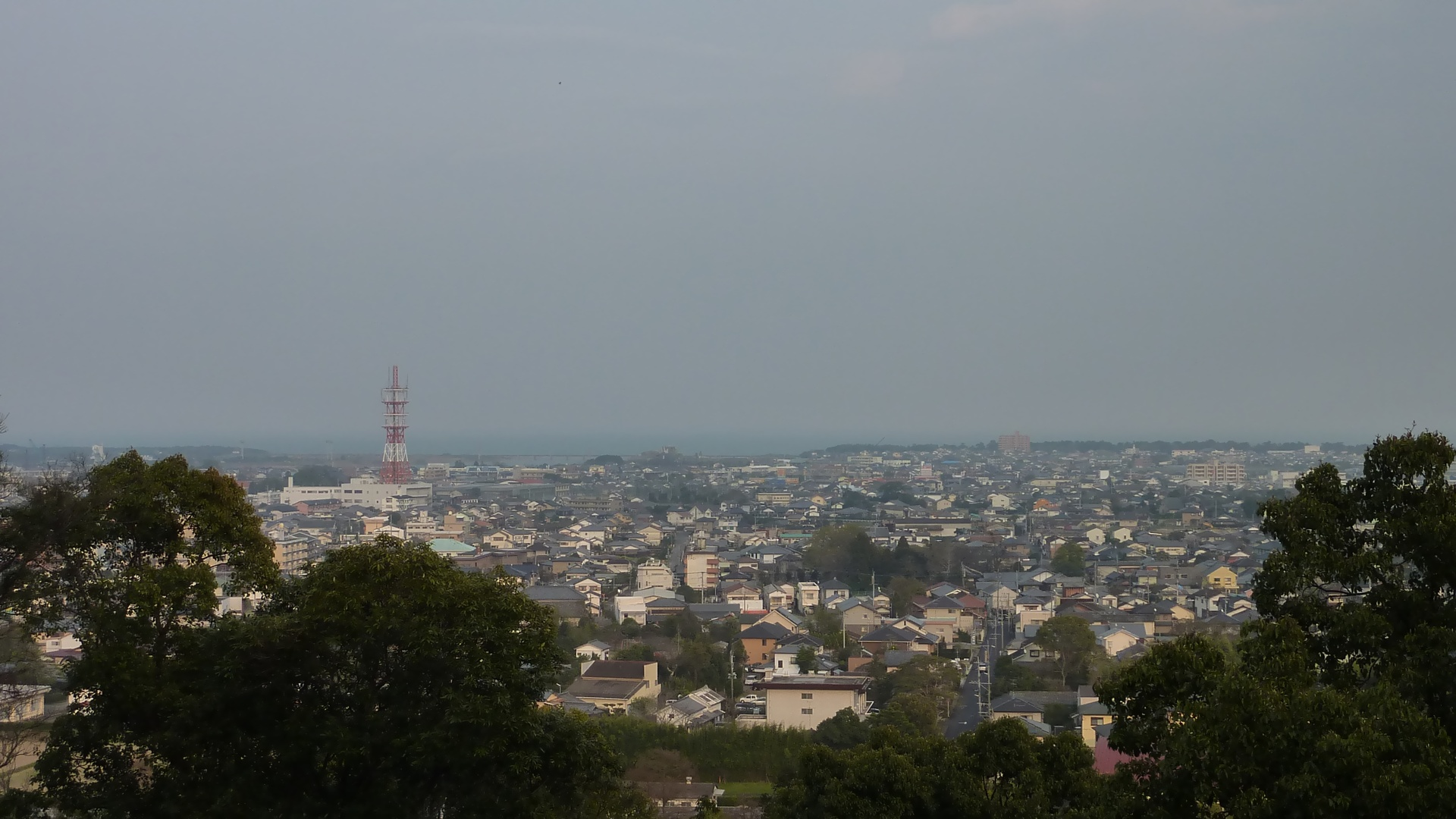
다카나베정 중심부

미야자키 평야의 북부에 위치하고 중앙을 오마루강이 흘러 휴가나다로 흘러 들어간다. 충적평야와 홍적대지 뿐이어서 전체적으로 평탄하다.

### 인접한 자치체
- 사이토시
- 고유군 기조정, 가와미나미정, 신토미정

## 역사
에도 시대에 아키즈키씨가 지배하는 다카나베번의 조카마치로 번창했다. 근대 이후에도 고유 지방의 중심지로 계속 발전해 현내에서 가장 면적이 작은 자치체이면서도 현이나 국가의 파견 기관, 고등학교, 대학 등 다양한 시설이 집중하고 있다.
- 1889년 5월 1일 - 다카나베촌이 성립하였다.
- 1901년 2월 7일 - 다카나베정으로 승격하였다.
- 1938년 10월 1일 - 고유군 가미에촌과 대등 합병해 새로운 다카나베정이 되었다.

## 경제
야채의 촉성 재배, 브로일러·돼지 등의 축산업, 차의 재배가 활발하다. 이 외에도 소주, 감 등이 생산된다.

## 교통

### 철도
- 규슈 여객철도 닛포 본선

### 도로
- 히가시큐슈 자동차도
- 국도 10호선

## 자매 도시
- 일본 야마가타현 요네자와시(1981년 4월 27일)
- 일본 후쿠오카현 아마기시(1967년 10월 1일) ※현 아사쿠라시.
- 일본 미야자키현 구시마시(1968년 11월 21일)